# Staré Holice

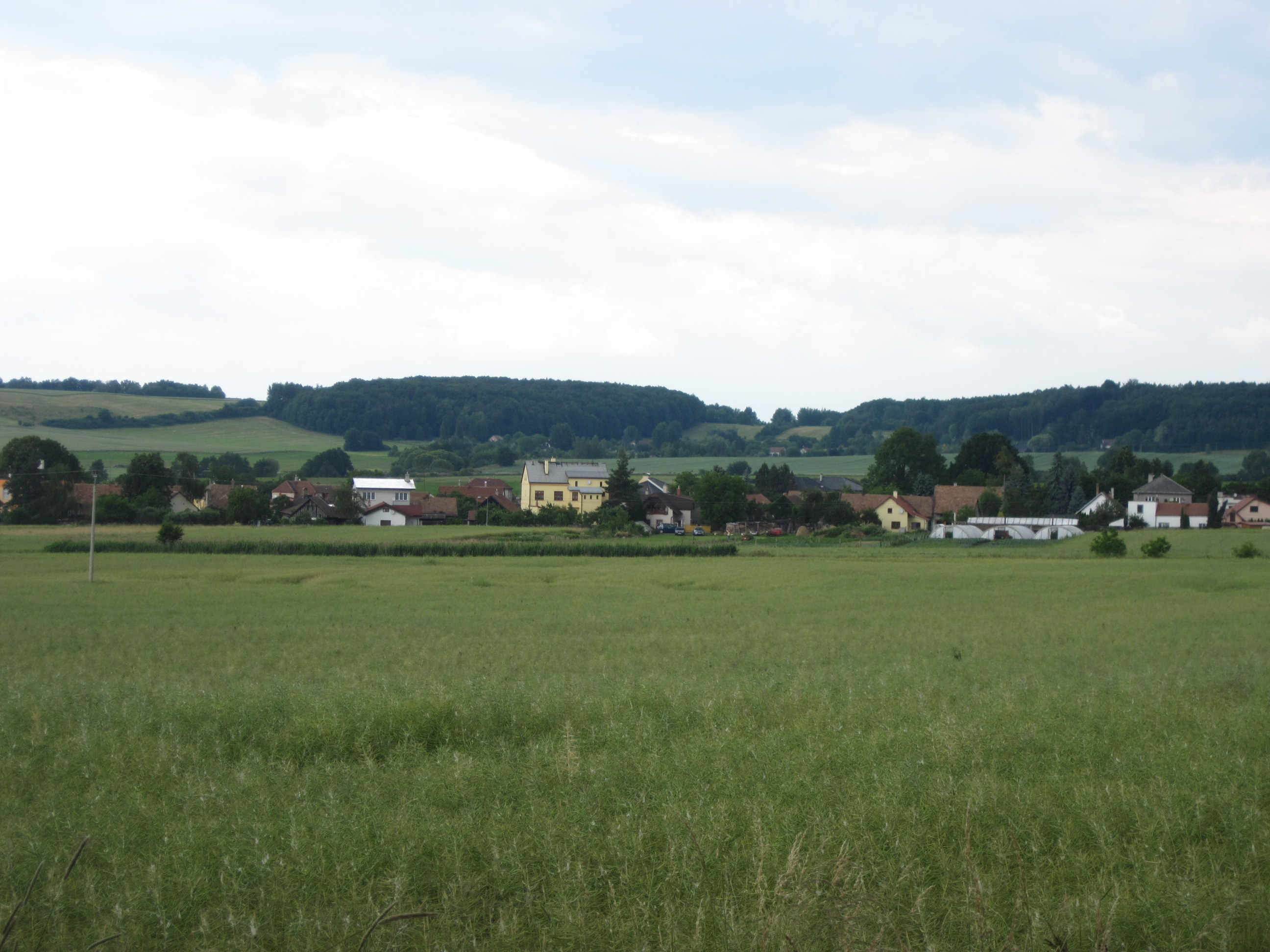
Blick von Süden auf Staré Holice

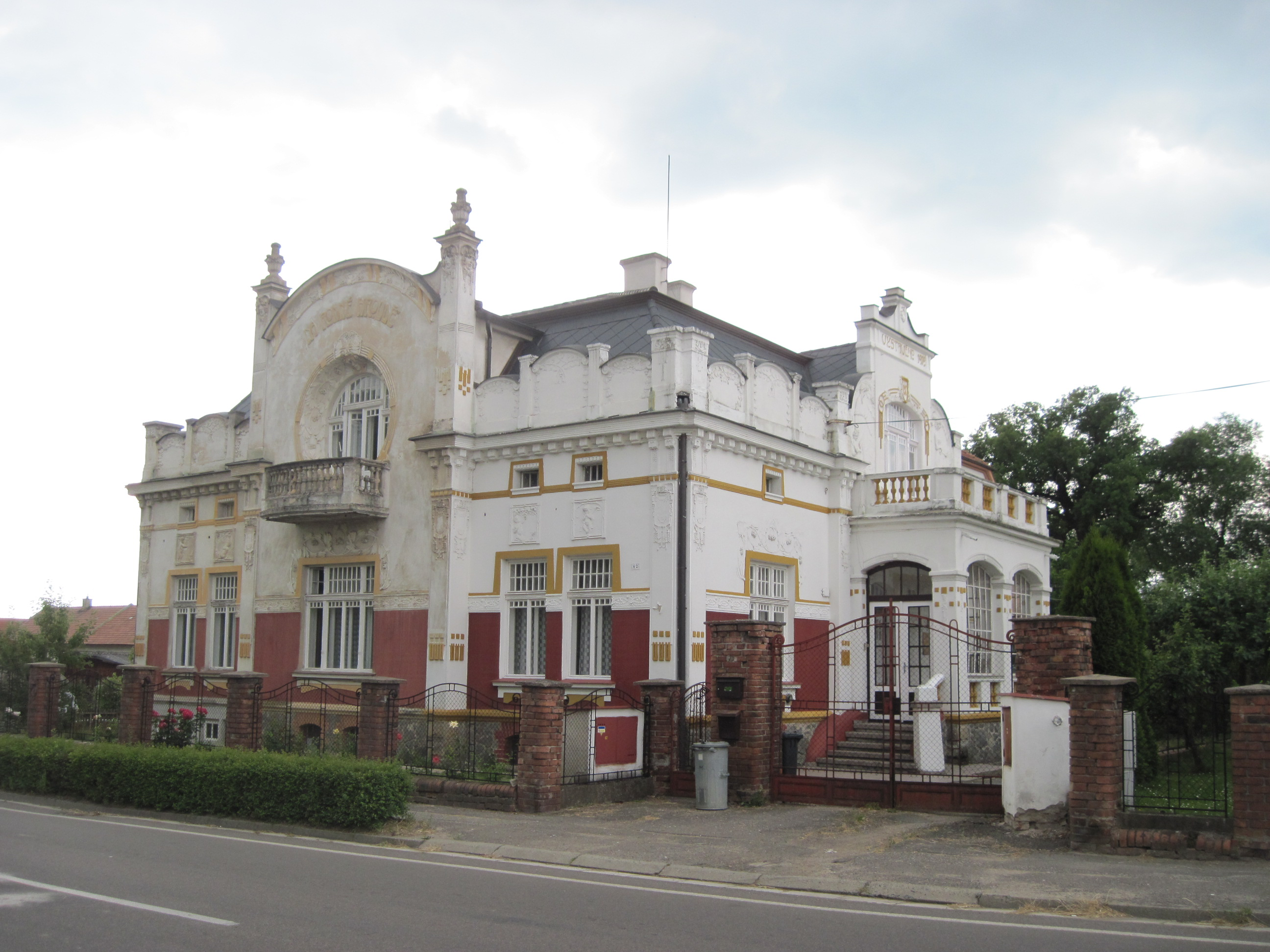
Villa Mandys

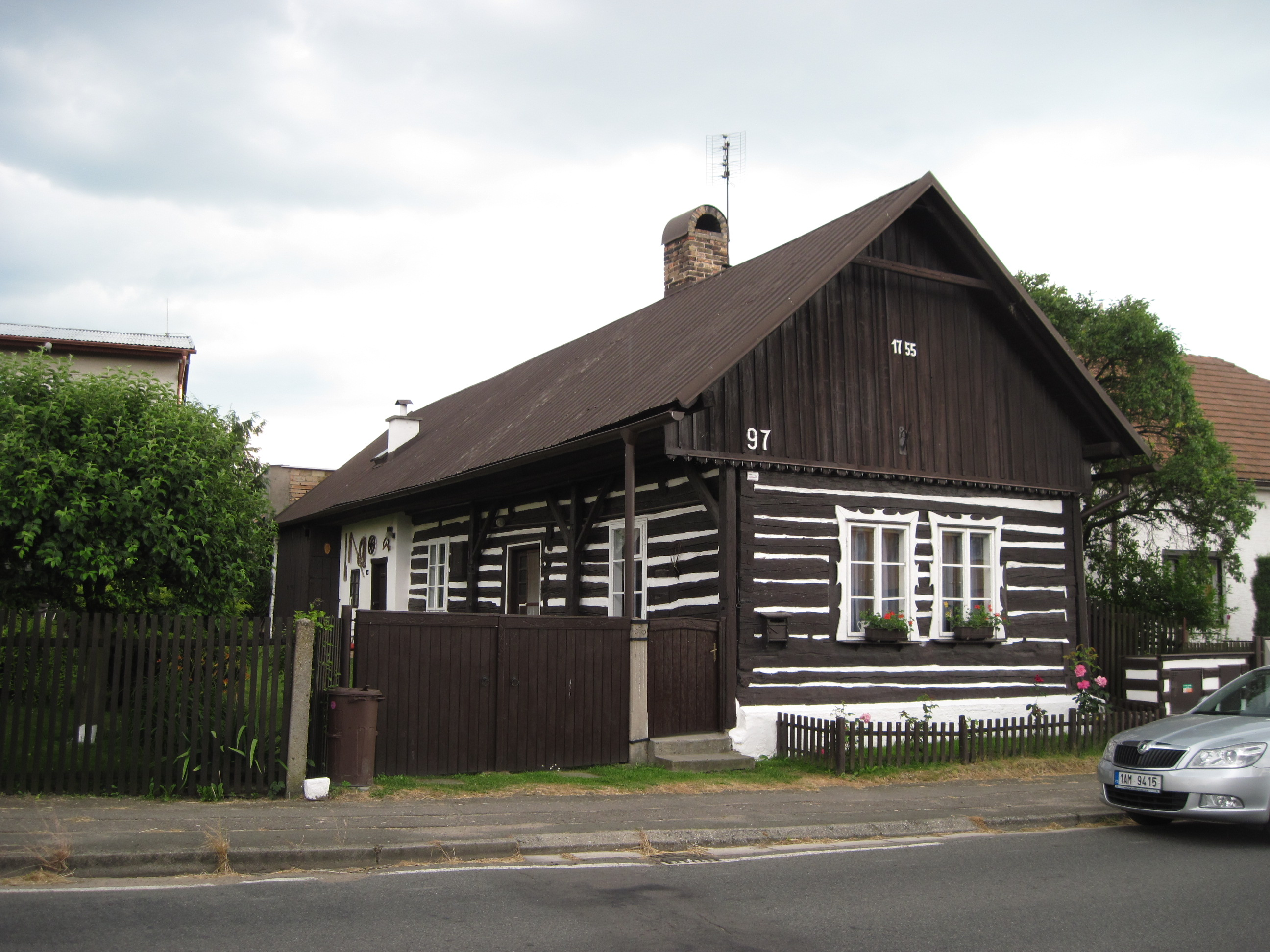
Gezimmerte Chaluppe

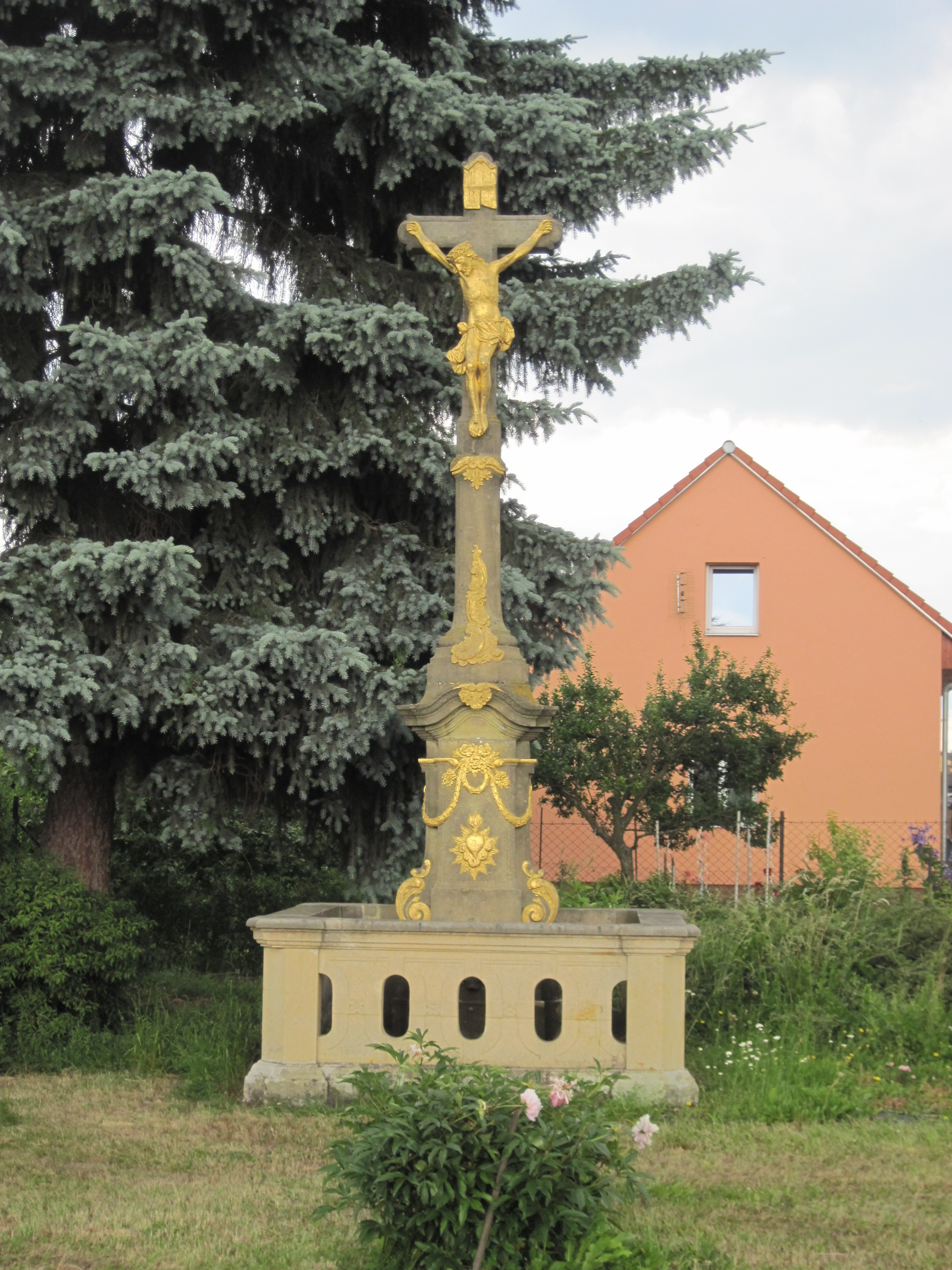
Kreuz

Staré Holice (deutsch Alt Holitz) ist ein Ortsteil der Stadt Holice in Tschechien. Er liegt unmittelbar östlich von Holice und gehört zum Okres Pardubice.

## Geographie
Staré Holice erstreckt sich am Übergang zwischen der Třebechovická tabule (Hohenbrucker Tafel) und der Choceňská tabule (Chotzener Tafel) am Oberlauf des Baches Ředický potok. Durch den Ort führt die Staatsstraße I/36 zwischen Holice und Borohrádek. Nördlich des Dorfes verläuft die Bahnstrecke Heřmanův Městec–Borohrádek. Im Norden erheben sich der Kamenec (328 m n.m.) und der Pod Janatkou (288 m n.m.), nordöstlich die Velinská stráň (327 m n.m.), im Osten der Na Hradcích (335 m n.m.), südöstlich der Na Šutrovně (331 m n.m.), im Süden der Na Březině (331 m n.m.) sowie nordwestlich die  Homole (264 m n.m.).
Nachbarorte sind Kamenec und Koudelka im Norden, Borohrádek und Mlýnek im Nordosten, Veliny im Osten, U Borku und Horní Jelení im Südosten, Ostřetín, Javůrka und Horní Roveň im Süden, Dolní Roveň, Komárov und Roveňsko im Südwesten, Holice im Westen sowie Podlesí im Nordwesten.

## Geschichte
Das Waldhufendorf wurde wahrscheinlich zwischen der zweiten Hälfte des 13. Jahrhunderts und der Mitte des 14. Jahrhunderts während der ersten deutschen Binnenkolonisation gegründet. Die erste urkundliche Erwähnung erfolgte am 9. April 1336 unter dem Namen Ekleinsdorf, als König Johann von Luxemburg das Städtchen und die Feste Chvojno mit den zugehörigen neun Dörfern Albrechtsdorf, Běleč, Bělečko, Ekleinsdorf, Hermansdorf, Chvojence Nízké, Hoděšovice, Tiezmansdorf und Walthersdorf für 2000 Schock Groschen an die Brüder Pertholt, Heinrich und Johann von Leipa verpfändete. Vor 1340 erwarb Heinrich Pykna von Lichtenburg die Herrschaft Chvojno. Seit der Mitte des 14. Jahrhunderts wurde das Dorf alternativ auch als Holice bezeichnet, der ursprüngliche Name Ekleinsdorf erlosch später.
Jan von Sternberg, der vor 1358 einen Teil der Herrschaft Chvojno mit der Feste Chvojenec und den Dörfern Ředice, Holice und Ostřetín erworben hatte, hatte seinen Sitz bis 1376 in Chvojenec. In dieser Zeit ließen die Grafen von Sternberg im unteren Teil von Holice eine neue Feste errichten, die zum Sitz ihres Holitzer Familienzweiges (Holický ze Šternberka) wurde. Wahrscheinlich entstand zu der Zeit bei der Feste das Städtchen Nové Holice, dem das alte Dorf zugeordnet wurde. Im Jahre 1481 erwarb Neptalim von Frymburg die Herrschaft Holitz; nach seinem Tod fiel sie 1493 Hynek Bradlecký von Mečkov zu. Im Jahre 1507 veräußerte Bradlecký die Herrschaft Holitz mit der Feste und dem Hof, dem Städtchen und dem Dorf Holice, sowie den Dörfern Chvojenec, Ředice und Ostřetín an Wilhelm von Pernstein, der sie mit seiner Herrschaft Pardubitz vereinigte. Wilhelm von Pernstein vererbte seine böhmischen Güter 1521 seinem jüngeren Sohn Vojtěch, nach dessen Tod fielen sie 1534 seinem Bruder Johann zu. Dieser hinterließ 1548 seinem Sohn Jaroslav hohe Schulden. Am 21. März 1560 veräußerte Jaroslav von Pernstein die gesamte Herrschaft Pardubitz an König Ferdinand I. Dessen Nachfolger Maximilian II. übertrug die Verwaltung der königlichen Herrschaften der Hofkammer. Während des Siebenjährigen Krieges wurde Staré Holice im Juli 1758 während des Gefechts bei Holitz durch preußische Truppen niedergebrannt. 
Im Jahre 1835 bildete das im Chrudimer Kreis gelegene Dorf Alt-Holitz einen Stadtteil des k.k. Kameral- und Schutzstädtchens Holitz und unterstand der Holitzer Stadtbehörde. Pfarrort war Holitz. Bis zur Mitte des 19. Jahrhunderts blieb Alt-Holitz der k.k. Kameralherrschaft Pardubitz untertänig.
Nach der Aufhebung der Patrimonialherrschaften bildete Staré Holice ab 1849 einen Ortsteil der Stadt Holice im Gerichtsbezirk Holitz. Ab 1868 wurde das Dorf als Holické Předměstí bezeichnet und gehörte zum politischen Bezirk Pardubitz. 1869 hatte Holické Předměstí 1607 Einwohner und bestand aus 295 Häusern. Im Jahre 1899 wurde der Verkehr auf der Bahnstrecke Moravany–Borohrádek aufgenommen, auf der Anhöhe nordöstlich des Dorfes entstand die Bahnstation Alt Holitz. Im Jahre 1900 lebten in Staré Holice 1871 Menschen, 1910 waren es 2051. Zu dieser Zeit wurde Staré Holice nicht mehr als Ortsteil geführt. 1930 hatte das Dorf 1907 Einwohner. Im Jahre 1949 wurde Staré Holice dem Okres Holice zugeordnet, seit 1960 gehört der Ort wieder zum Okres Pardubice. Seit dem 1. März 1980 hat Staré Holice wieder den Status eines Ortsteiles. Beim Zensus von 2001 lebten in den 406 Häusern von Staré Holice 1142 Personen.

## Ortsgliederung
Der Ortsteil Staré Holice besteht aus den Grundsiedlungseinheiten Javůrka, Staré Holice und (anteilig) Koudelka.
Staré Holice ist Teil des Katastralbezirkes Holice v Čechách.

## Sehenswürdigkeiten
- Villa Mandys (Mandysova vila), der Jugendstilbau aus dem Jahr 1910 ist als Kulturdenkmal geschützt. Der Entwurf stammt von Václav Mandys.[5]
- Schmuckvolles Sandsteinkreuz mit Figur des Gekreuzigten, Kulturdenkmal
- Statue des hl. Josef mit dem Jesuskind
- Hügel Na Hradcích mit Ringwallanlage, er gilt als einer der möglichen Standorte der erloschenen Burg Hostin Hradec, auf der 1140 der Přemyslidenherzog Soběslav I. verstarb.